# Sucre, Santander
Sucre là một khu tự quản thuộc tỉnh Santander, Colombia. Thủ phủ của khu tự quản Sucre đóng tại Sucre Khu tự quản Sucre có diện tích 882 ki lô mét vuông. Đến thời điểm ngày 28 tháng 5 năm 2005, khu tự quản Sucre có dân số 10258 người.